# Tania Sánchez Melero
Tania Sánchez Melero (Madrid, 29 d'abril de 1979) és una política espanyola, diputada autonòmica per Izquierda Unida a l'Assemblea de Madrid de 2011 a 2015, any en què abandonà aquesta formació.

## Biografia

### Orígens familiars i adolescència
Tania Sánchez va néixer a Madrid el 1979. Quan tenia quatre anys, la seva família es va establir a Rivas-Vaciamadrid, municipi on el seu pare, Raúl Sánchez Herranz, va ser regidor per a Izquierda Unida. La seva mare fou treballadora de banca. Va estudiar Educació General Bàsica (EGB) al col·legi públic Victoria Kent, on va ser delegada de classe, i el batxillerat, a Les Llacunes. Durant els anys d'institut, va muntar amb uns amics Krak, colectivo revolucionario amanece que no es poco, d'orientació punki i implicat en els moviments antitaurins, on s'hi trobava també Pedro del Cura, futur alcalde de Rivas.

### Estudis universitaris i primers treballs
Va estudiar Educació Social a la Universitat de LaSalle. Va realitzar l'Erasmus a Suècia. Va treballar un any com a educadora social a la narcosala Barranquillas i els centres d'atenció a la drogodependència de Batán. També va treballar de cambrera i va repartir publicitat. De 2001 a 2003 va ser delegada sindical per Comissions Obreres.

### Assessora i regidora a Rivas Vaciamadrid (2003-2011)
Entre 2003 i 2005 Tania Sánchez va ser assessora del grup municipal d'Izquierda Unida a Rivas-Vaciamadrid. A Izquierda Unida va exercir el càrrec de secretària d'organització a Rivas els anys entre 2004 i 2008. A més, des de 2004 va ser membre de la direcció regional.
De 2005 a 2007, va ser assessora de participació ciutadana i cooperació a l'ajuntament de Rivas, i entre 2007 i 2011, regidora de Cultura, Festes i Cooperació al Desenvolupament. Es va distingir per liderar l'oposició als tancaments de les festes de San Isidro.

### Diputada per la Comunitat de Madrid (2011-2015)

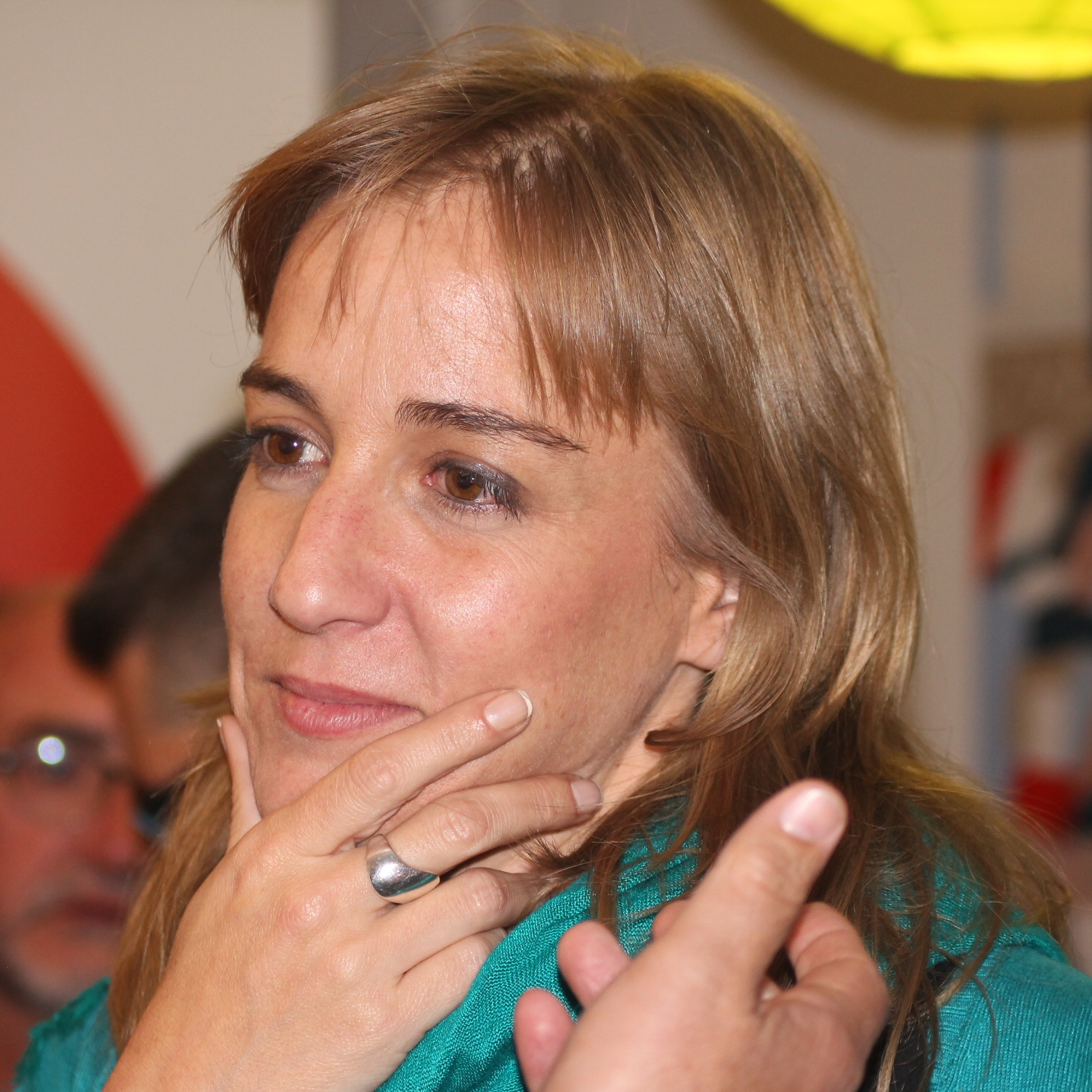
Tania Sánchez en 2014.

El 2011 va esdevenir diputada d'Izquierda Unida per l'Assemblea de Madrid. A les eleccions generals de novembre va conèixer el politòleg Pablo Iglesias Turrión, que exercia llavors d'assessor extern per IU. Aquest la va convidar a acudir al programa de debat polític que presentava, La Tuerka, i posteriorment tots dos van entaular una relació de parella.
Per la seva activitat a les xarxes socials, va ser objecte d'amenaces a diverses ocasions durant 2012 per part de grups d'ultradreta, sobre els quals denunciava que gaudien d'impunitat, atès que no es resolien les denúncies que havia interposat demanant una investigació.
A la fi de 2012 va presentar la seva candidatura per ocupar la coordinació general d'IU a la Comunitat de Madrid durant la IX Assemblea Regional, en la qual va resultar la candidata menys votada. Va obtenir 97 vots (12%) enfront dels 290 d'Esther Gómez i els 404 d'Eddy Sánchez, que finalment va ser l'elegit per al càrrec.
Va estudiar la llicenciatura d'Antropologia Social i Cultural a la Universitat Nacional d'Educació a Distància. Posteriorment va començar a cursar un màster en Lideratge democràtic i Comunicació política a la Universitat Complutense de Madrid. El 2013 va començar a participar amb assiduïtat en diversos programes de televisió estatals com Al rojo vivo, Dando caña o El gato al agua.
En 2014 es va presentar a les primàries obertes d'Esquerra Unida de la Comunitat de Madrid, com a candidata a presidir la Comunitat de Madrid, formant tàndem amb Mauricio Valiente, que es va presentar com a candidat a l'Ajuntament de Madrid. Foren els primers a reunir els avals necessaris. El 31 de novembre de 2014 es van conèixer els resultats d'aquestes primàries, en les quals tots dos candidats es van imposar per majoria absoluta, tant globalment com entre els militants.
El 4 de febrer de 2015, per uns desacords amb la direcció de la federació madrilenya, va abandonar Esquerra Unida per fundar un nou partit, i uns dies després participà en la presentació de Convocatoria por Madrid.
El juny de 2015, Tania Sánchez va ser imputada juntament amb el seu pare en un cas de tràfic d'influències, nogensmenys, poc després la jutge encarregada de la causa judicial no va trobar indicis de delicte i va arxivar la causa judicial contra ella.